# Chordodes kolensis
Chordodes kolensis är en tagelmaskart som beskrevs av Sciacchitano 1933. Chordodes kolensis ingår i släktet Chordodes och familjen Chordodidae. Inga underarter finns listade i Catalogue of Life.